# تفاعل نووي
التفاعل النووي في الفيزياء النووية هو تفاعل يحدث عندما تصطدم نواتي ذرتين ببعضهما أو عندما يصطدم جسيم أولي مثل البروتون أو النيوترون بنواة ذرة، وينشأ عن هذا الاصطدام مكونات جديدة تختلف عن المكونات الداخلة في التفاعل. وبصفة عامة هذا التفاعل قد يتضمن عدد أكبر من إثنين من المكونات الداخلة في التفاعل، ولكن اصطدام أكثر من جسيمين في نفس اللحظة هو احتمال ضعيف جداً، لذلك يندر هذا النوع من التفاعل. ومن خلال اصطدام الجسيم الأولي بالنواة تتكون أولا ما يسمي النواة المركبة، التي تتحلل في وقت قصير جداً، وينتج عن ذلك نواة جديدة مصحوبة بانطلاق جسيم أو جسيمات أخرى وربما حرارة. أما إذا افترق الجسيمان الداخلان في التفاعل من دون أن تختلف المكونات الناتجة عن المكونات الداخلة في التفاعل، فلا يسمي هذا تفاعل نووي بل يسمي فقط اصطدام مرن.

تفاعل الديوتيريوم مع الليثيوم-6 وينتج عن التفاعل نواتي هيليوم

عندما يصطدام الديوتيريوم (إحدى نظائر الهيدروجين) بنواة ذرة الليثيوم-6 وتفاعلهما لتكوين النواة مركبة (هي نواة البريليوم-8 ) والتي تتحلل في الحال وينتج عنها نواتي هيليوم (أي إثنتين من جسيمات ألفا). وفي ذلك الرسم مثلنا البروتون باللون الأحمر ومثلنا النيوترون باللون الأزرق.
```
Li-6 + H-2 --> 2He-4
```

كما يمكن أختصار هذه المعادلة بالصيغة التالية:
Li-6(d,α)α
وعلى وجه العموم فأحيانا يرمز الفيزيائيون التفاعل النووي بالرمز A(b,c)D
حيث A النواة الداخلة في التفاعل، b الجسيم الذي يصطدم بالنواة، وقد يكون بروتون أو نيوترون أو ديوتيرون أو جسيم ألفا أو غيرها، و D النواة الناتجة من التفاعل، و c الجسيم الناتج من التفاعل. وقد ينشأ عن التفاعل حرارة تحملها الجسيمات الناتجة على هيئة حركة ذات سرعة معينة. والآن نبدا في حساب تلك الطاقة النووية الناشئة أثناء هذا التفاعل.

## حساب الطاقة الناتجة عن التفاعل
قد ينتج عن التفاعل طاقة حرارية تظهر على هيئة طاقة حركة تحملها مكونات التفاعل الناتجة. وهذه الطاقة يمكن حسابها بواسطة معادلة أينشتاين E = mc² التي تعطي العلاقة بين الكتلة والطاقة، حيث m الكتلة ووحدتها الكيلوجرام وc هي سرعة الضوء في الفراغ وE هي الطاقة المعادلة لكتلة الجسيم. وبمعرفة الكتلة الساكنة لجميع الجسيمات الداخلة في التفاعل وطرح منها مجموع الكتل الناتجة من التفاعل، نستطيع حساب الطاقة الناتجة. وتوجد لكتل الجسيمات الساكنة جداول يمكن الاستعانة بها في ذلك.
- تعطينا الجداول كتلة نواة الليثيوم-6 = 6.015 [u] (وحدة كتل ذرية وهي أختصار للوحدة amu )
- وتعطينا الجداول كتلة نواة الديوتيريوم = 2.014 [u]
- وكتلة نواة الهيليوم = 4.0026 [u]
- فنحصل على كتلة الجسيمات الداخلة في التفاعل = 6.015 + 2.014 = 8.029 [u]
- وكتلة الجسيمات الناتجة من التفاعل = 2 × 4.0026 = 8.0052 u
- نقص الكتلة = 8.029 - 8.0052 = 0.0238 [u]

وبمعرفة طاقة 1
MeV 931.49= u
- يمكن حساب الطاقة الناتجة عن نقص الكتلة :0.0238 MeV 22.4 = MeV 931 x

وإذا أردنا حسابها الطاقة بالجول فيمكننا إجراء ذلك بالرجوع إلى جدول تحويل الوحدات(Conversion of units ) لتحويل وحدة ميجاإلكترون فولت MeV إلى جول.
- نلاحظ أنه نتج عن التفاعل المذكور نقص في الكتلة ظهر في هيئة طاقة حركية تندفع بها الجسيمات الناتجة عن التفاعل وهذه ما هي إلا طاقة حرارية يمكن قياسها أيضاً بالجول. وقد حدث هذا النقص في الكتلة ومقداره 0.0238 [u] بسبب أن نواة ذرة الهيليوم هي أقوى النوايات الذرية على الإطلاق من جهة تماسكها، فهي مكونة من بروتونين و نيوترونين، ويتميزون هؤلاء الأربعة بأعلى قوة رابطة نووية بين جميع العناصر. ولهذا نجد أن نواة ذرة الهيليوم (جسيم ألفا) تظهر كثيرا كناتج في التفاعلات النووية لأنها تحافظ على كيانها.
- في تفاعلنا السابق وهو اصطدام الديوترون بنواة ذرة الليثيوم-6 نلاحظ أن كلا الجسمين له شحنة كهربائية موجبة مما تعمل على تنافر الجسمين عند اقترابهما من بعض، لذلك لا بد أن يكون الديوترون على سرعة عالية حتى يستطيع التغلب على قوى التنافر وأن يصل إلى النواة ويصطدم بها. وهذا هو الحال دائما في حالة أن يحمل الجسيم المصطدم بالنواة شحنة موجبة (مثل البروتون والديوترون وجسيم ألفا)، أما بالنسبة للنيوترون وهو متعادل وليست له شحنة كهربائية فتكون تفاعلاته مع النواة أسهل بكثير، ولا يحتاج إلى سرعات عالية لكي يصل إلى النواة ويتفاعل معها.

## حساب معادلة أينشتاين بالجول
E = mc²
- نقوم الآن بحساب كتلة 1 [ u] ( وحدة كتل ذرية) بوحدة الطاقة الجول:

u .c2=(1.66054 x 10−27;kg) . (2.99792&108(m/s))2
=1.49292 × 10−10 kg . (m/s)2
 = 1.49242 × 10−10  جول
- ويمكن تحويل وحدة الجول إلى وحدة MeV المستخدمة في الفيزياء النووية، بالعلاقة الآتية:

جول 1MeV= 1.60218 × 10-13
وكما يتضح أن الكتلة والطاقة ما هما سوى وجهين لأصل واحد، كما نرى أن الطاقة يمكن التعبير عنها بوحدة إلكترون فولت أو مليون إلكترون فولت (MeV) أو الجول (Joule) أو في صيغة [كيلوجرام.(متر مربع/ثانية مربع)] وغير ذلك وهي موجودة في جداول لهذه التحويلات (تحويل الوحدات). ويفضل الفيزائيون استخدام الإلكترون فولت للتعبير عن الطاقة في نطاق الذرة والجسيمات الأولية لتفادي استعمال الجول الذي يكون في هيئة كسر صغير جدا.
وبناء على ما سبق يمكن كتابة معادلة التفاعل كالآتي:
Li-6 + H-2 --> 2He-4 + 22.4 MeV
حيث 22.4 مليون إلكترون فولت هي الطاقة الناتجة من التفاعل.

## تفاعلات بين النيوترون والنواة
يهتم العلماء بتفاعلات النيوترون مع النواة حيث تستخدم تلك النتائج في تشغيل المفاعلات النووية التي تنتج الطاقة الكهربائية وكذلك لتحسين القنابل النووية. ونعطي هنا بعض الأمثلة للتفاعلات التي تدخل فيها النيوترونات البطيئة:
6Li + n → T + α
10B + n → 7Li + α
37Ar + n → 34S + α
في كل من هذه التفاعلات مع النيوترون نري أن التفاعل مصحوب بأصدار جسيم ألفا وتغير العنصر الداخل في التفاعل إلى عنصر آخر أقل منه وزنا، حيث فقد كل منهم بروتونين بالإضافة إلى نيوترونين (جسيم ألفا).
وأمثلة تفاعلات نووية للنيوترونات ينتج عنها بروتونات:
14N + n → 14C + p
22Na + n → 22Ne + p
وفي هذه التفاعلات أيضا نلاحظ أن العنصر الداخل في التفاعل مع النيوترون قد تغير إلى العنصر الذي يسبقه مباشرة في الجدول الدوري حيث فقد النيتروجين-14 بروتونا وتحول إلى كربون-14 في التفاعل الأول. وفي التفاعل الثاني تحول الصوديوم-22 إلى النيون-22 لفقده بروتونا واحدا أثناء التفاعل.

## أنظر أيضا ً
- مفاعل ويندلشتاين 7 إكس
- اندماج بحصر القصور الذاتي
- سلسلة تفاعل بروتون-بروتون
- اندماج نووي
- انشطار نووي
- تفاعل تسلسلي
- كتلة حرجة
- تخصيب اليورانيوم
- تفاعل فيرمي
- تحويل الوحدات (طاقة)
- مشروع باسر